# Amor sin reserva
Amor sin reserva es una telenovela mexicana producida por Fernando Sariñana bajo la distribución de Cadenatres y Corazón Televisión, basada en un guion escrito por Carolina Rivera, junto al trío de escritores. Verónica Thompson, Silvia Pasternac y Caroline Vera.
Protagonizada por Paulina Dávila y Michel Brown, con las actuaciones antagónicas de Margarita Muñoz, Marcus Ornellas y Victor Civeira, y las participaciones de Héctor Bonilla y Anna Ciocchetti. La telenovela fue conocida anteriormente como Casa colorada debido a su locación ubicada en Valle del Bravo. La historia cuenta con toques de drama y comedia realista.
El 3 de octubre finaliza Alias el Mexicano, en su lugar la reemplaza Amor sin reserva. El 21 de abril es sustituida por la telenovela colombiana Los Hombres También Lloran.

## Sinopsis
Casa Colorada es un hotel donde convergen el amor y la venganza. Tres mujeres nos llevarán a lo más íntimo de sus vidas y de la de sus huéspedes, a sus amores y desamores. A través de ellos seremos testigos de que el vínculo de la amistad es más poderoso que sus miedos, decepciones y hasta que sus propias pasiones.

## Elenco
- Paulina Dávila - Julia Estévez Avendaño / Edurne Avendaño
- Michel Brown - Diego Olivaterra Mendoza / Agustín Olivaterra
- Margarita Muñoz - Renata Compeán
- Marcus Ornellas - Alberto Márquez
- Anna Ciocchetti - Viviana Mendoza Ugalde Vda. de Olivaterra
- Héctor Bonilla - Uriel Olivaterra
- Patricia Castañeda - Aranza Hernández
- Paty Garza - Sandra Álvarez Flores
- Carlos Athié - Esteban Martínez
- Martha Verduzco - Cristina Avendaño
- Sergio Klainer - Ignacio Padilla
- Victor Civeira - Porfirio
- Leonardo Daniel - Luis Cisneros
- Beatriz Cecilia - Dolores "Lola"
- Aquiles Cervantes - Lic. Martínez
- Rodrigo Abed - Jorge Castillo
- Alicia Jaziz - Ximena
- Aline Marrero - Lucy
- Juan Pablo Medina - Óscar Padilla
- Eligio Meléndez - Benjamín
- Guillermo Quintanilla - Andrés
- Roberto Sosa - Gerardo Rodríguez
- Carlos Torres Torrija - Enrique
- Indalfer Ochoa - Alex
- Claudia Pineda - Toña
- Melina Robert - Maribel
- Stephanie Salas - Elena
- Alejandra Adame
- Verónica Langer - Karina de Cisneros
- Sacha Marcus - Ramiro Solís
- Flor Edwarda Gurrola - Silvana Castillo
- Alejandro de la Madrid - Jesús Zambrano
- Cher Constantine - Viviana Mendoza (joven)
- Juan Pablo Campa
- Sharon Zundel - Lorena
- Ivonne Zurita - Florencia
- Silverio Palacios
- Fernando Sarfatti - Bernardo Zambrano
- Gabriela de la Garza - Bárbara de Castillo
- Cristina Mason - Paula Padilla
- Imanol Landeta - Julián Cisneros
- Raúl Ávila - Christian
- Patricia Bermúdez - Daniela
- Verónica Montes - Rocío
- Juan Ríos - César Serrano

## TV Adicto Golden Awards
| Año  | Categoría          | Nominados      | Resultado |
| ---- | ------------------ | -------------- | --------- |
| 2014 | Mejor primer actor | Hector Bonilla | Ganador   |